# Jour d'été à la montagne

Jour d'été sur la montagne triptyque symphonique opus 61 est un poème symphonique de Vincent d'Indy. Composé en 1905, il fut créé le 18 février 1906 aux Concerts Colonne.

## Analyse de l'œuvre
1. Aurore, (un lever de soleil sans nuages)
2. Jour, (rêverie dans un bois de sapins)
3. Soir, (retour au gîte avec de dernières éclaircies sur les cimes des pins puis la nuit)

Durée : 30-32 minutes

## Instrumentation
- un piccolo, deux flûtes, trois hautbois, trois clarinettes, trois bassons, quatre cors, trois trompettes, quatre trombones dont un trombone contrebasse (souvent remplacé, à tort, par un tuba), timbales, batterie, harpe, cordes.